# Hans Schumacher
Hans Schumacher (ur. 31 sierpnia 1906 w Düsseldorfie, zm. 24 stycznia 1948 w Krakowie) – zbrodniarz hitlerowski, członek załogi obozu koncentracyjnego Auschwitz-Birkenau i SS-Unterscharführer.

## Życiorys
Z zawodu był robotnikiem. Do NSDAP i SS należał od 1933. Od 1940 pełnił służbę w SS-Totenkopf, najpierw w obozie w Ravensbrück, a następnie od końca lipca 1942 w Auschwitz-Birkenau. W obozie oświęcimskim Schumacher przebywał do jego ewakuacji w styczniu 1945, będąc początkowo wartownikiem, a później zarządcą magazynu żywnościowego.
Podczas akcji zagłady Żydów węgierskich w 1944 Schumacher brał udział w selekcjach na rampie i odprowadzaniu wyselekcjonowanych ofiar do krematoriów. Niezależnie od tego obchodził się okrutnie z więźniami, zwłaszcza Żydami, Polakami i jeńcami radzieckimi, nierzadko doprowadzając ich do śmierci lub ciężkiego kalectwa. Jako zarządca magazynu żywnościowego dopuszczał do sytuacji, iż podczas gdy więźniowie cierpieli głód, w podległym mu magazynie psuły się środki żywnościowe, które następnie wywożono na zniszczenie jako nienadające się na pokarm dla ludzi.
Po wojnie Schumacher został pociągnięty do odpowiedzialności za swoje zbrodnie i w pierwszym procesie oświęcimskim Najwyższy Trybunał Narodowy w Krakowie skazał go 22 grudnia 1947 na karę śmierci przez powieszenie. Wyrok wykonano w krakowskim więzieniu Montelupich.